# دوري كرة القدم الإنجليزي 1925–26
دوري كرة القدم الإنجليزي 1925–26 هو موسم من دوري كرة القدم الإنجليزي. أقيم خلال الفترة 29 أغسطس 1925 وحتى 1 مايو 1926، وفاز فيه هدرسفيلد تاون.